# Кунино (Болгария)
Кунино (болг. Кунино) — село в Болгарии. Находится в Врачанской области, входит в общину Роман. Население составляет 603 человека.

## История
В 1923 году в селении Кунино было открыто камнетёсное училище.

## Политическая ситуация
В местном кметстве Кунино, в состав которого входит Кунино, должность кмета (старосты) исполняет Ивайло  Петков Георгиев (независимый) по результатам выборов правления кметства.
Кмет (мэр) общины Роман — Красимир Петков Петков (независимый) по результатам выборов в правление общины.